# Ga Sông Hóa
Ga Sông Hóa là một nhà ga xe lửa tại thị trấn Chi Lăng, huyện Chi Lăng, tỉnh Lạng Sơn. Nhà ga là một điểm của đường sắt Hà Nội - Đồng Đăng và nối với ga Bắc Lệ với ga Chi Lăng.